# دييغو إسكيدا
دييغو إسكيدا (بالإسبانية: Diego Esqueda)‏ هو لاعب كرة قدم مكسيكي في مركز الوسط، ولد في 9 سبتمبر 1988 في غوادالاخارا في المكسيك. لعب مع Académicos de Atlas ‏.